# Queue-de-gaze du mallee
Stipiturus mallee
Espèce
Statut de conservation UICN

 EN A2abc+3bc+4abc : En danger
Le Queue-de-gaze du mallee (Stipiturus mallee), un des trois représentants du genre Stipiturus,  est une espèce de passereaux de la famille des Maluridae.

## Répartition et habitat
Cette espèce est endémique au Mallee. Son aire de répartition couvre le sud de l'Australie et représenterait moins de 2 000 km2. Sa population, en déclin, ne concernerait qu'entre 2 000 et 4 500 individus dont au maximum 2 800 matures.
Il vit dans les prairies de Triodia et dans les zones boisées dominées par les Eucalyptus et les Callitris. On peut aussi le trouver dans les landes de Banksia et de Allocasuarina.
Il est classé comme en danger en raison de la disparition de son habitat.

## Description
Stipiturus mallee mesure entre 130 et 145 mm de longueur. Sa queue mesure entre 80 et 95 mm. Sa coloration dominante est gris brun avec une calotte rougeâtre et un ventre orangé. Les mâles présentent une face bleue.

## Sous-espèces
Aucune sous-espèce n'est connue.